# Monasterio de Danílov
El Monasterio de Danílov (también Monasterio de San Daniel o Monasterio Svyato-Danilov; en ruso: Данилов монастырь, Свято-Данилов монастырь) es un monasterio amurallado en la margen derecha del río Moscova en Moscú. Desde 1983, ha funcionado como la sede de la Iglesia ortodoxa rusa y la residencia oficial del Patriarca de Moscú y todas la Rusias.

## Historia
Se afirma que el Monasterio de Danílov fue fundado a finales del siglo XIII por el hijo de Alejandro Nevski, Daniel. Poco antes de su muerte en 1303, se supone que Daniel tomó votos monásticos y fue enterrado allí. La iglesia ortodoxa rusa lo venera como un santo. Los sucesores de Daniel trasladaron este monasterio al Kremlin. Todo lo que quedó en la ubicación original se convirtió en un cementerio.
En 1560, Iván el Terrible visitó el pueblo de Danilóvskoye y notó el cementerio abandonado. Al enterarse del antiguo monasterio, invitó a los monjes a instalarse allí nuevamente. En 1591, cuando los ejércitos del Kan de Crimea, Kaza Giray, se acercaron a Moscú, los terrenos fueron fortificados y utilizados como campamento móvil.
En 1606, los rebeldes liderados por Iván Bolótnikov e Ístoma Páshkov chocaron con el ejército de Basilio IV no lejos del monasterio. En 1607, un impostor de nombre Ileyka Muromets, que se había hecho pasar por el zarévich Pedro (hijo de Teodoro I de Rusia), fue ejecutado junto al monasterio de Danílov. Al estar en el centro de muchos eventos militares durante la Época de la inestabilidad, el monasterio sufrió graves daños en 1610. A principios del siglo XVII estaba rodeado por un muro de ladrillo con siete torres.
En 1710, había 30 monjes en el Monasterio de Danílov. Para 1764, solo había doce de ellos y en 1900, el número aumentó a diecisiete. Entre los monjes que vivieron en el Monasterio de Danílov se encuentra el renombrado erudito griego Nikephoros Theotokis, quien se retiró a de su cargo como obispo a este monasterio en 1792, y vivió aquí hasta su muerte en 1800.
En 1805, se estableció en el monasterio una casa de beneficencia para ancianas; más tarde se convirtió en una casa de beneficencia para ancianos clérigos y sus viudas.

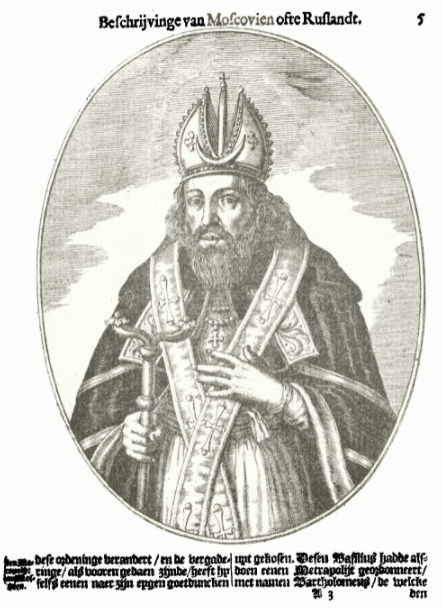
Daniel de Moscú

En 1812, el monasterio fue saqueado por el ejército francés. La sacristía y la tesorería del monasterio, sin embargo, habían sido transportados a Vólogda y al Monasterio de la Trinidad y San Sergio poco antes de que los franceses ocuparan Moscú.
La primera documentación sobre el terreno del Monasterio de Danílov se remonta a 1785, cuando poseía 18 desyatinas de tierra. A fines del siglo XIX, el monasterio ya poseía 178 desyatinas y algunos edificios en Moscú.
En la segunda mitad del siglo XIX, el cementerio del Monasterio de Danílov fue el lugar de descanso final para muchos escritores, artistas y científicos, como Nikolái Gogol, Nikolai Yazykov, Vasili Perov, Nikolái Rubinstein, Vladimir Solovyov y muchos otros. Los restos de la mayoría de ellos, sin embargo, fueron transportados durante la era soviética al Cementerio Novodévichi. En 1917, el Monasterio de Danílov tenía 19 monjes y cuatro novicios y poseía 164 desyatinas de tierra.
Después de la Revolución de Octubre, el monasterio albergó archimandritas que habían sido privados de sus púlpitos. En 1929, los soviéticos emitieron un decreto especial para el cierre del monasterio y la organización de un centro de detención en sus instalaciones por el NKVD. El último monasterio cerrado en Moscú se convirtió en el primero en ser devuelto en 1983 al Patriarcado de Moscú y se convirtió en un centro espiritual y administrativo de la Iglesia Ortodoxa Rusa. En 1988, el monasterio fue restaurado. Se construyó una residencia para el Patriarca y el Sínodo, así como una capilla funeraria y una capilla en conmemoración de los 1,000 años del bautismo de Rusia.

## Edificios

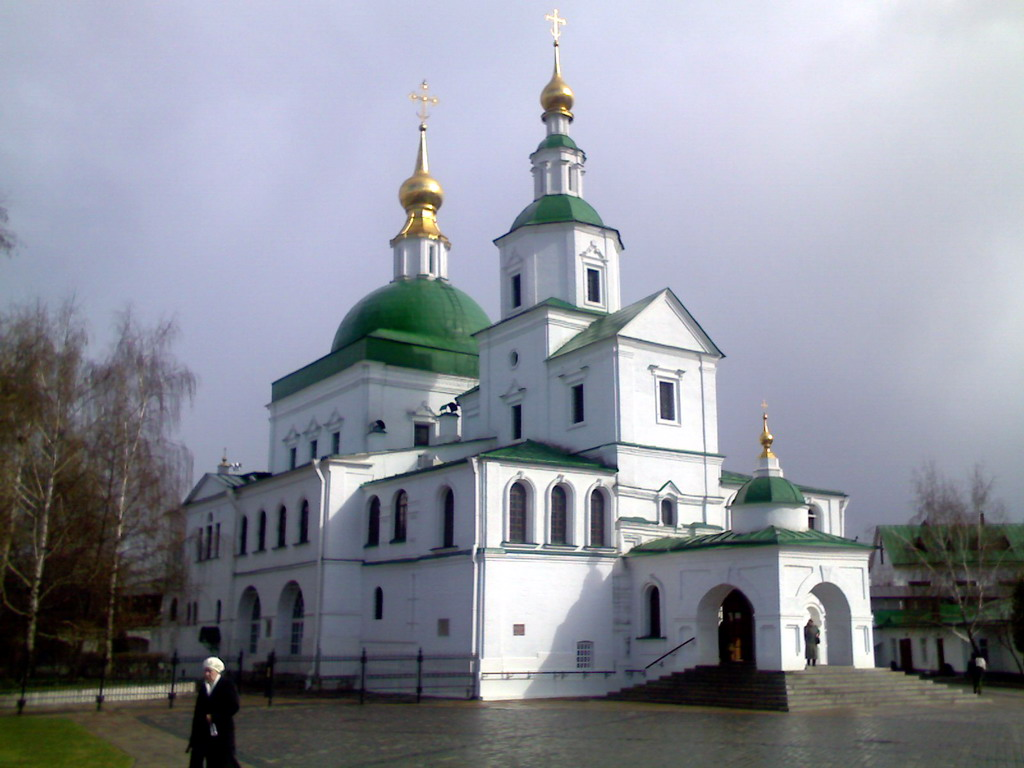
El katholikón consta de tres iglesias: una abajo y dos arriba.

Además de las torres y murallas defensivas del siglo XVII, los edificios supervivientes incluyen el katholikón (iglesia principal), la catedral neoclásica de la Santísima Trinidad (1833-1838), la iglesia de la puerta barroca y el campanario de San Simeón Estilita (1681, 1732), un conjunto de viviendas del siglo XIX para los monjes y el padre superior, y la amplia residencia moderna del Santo Sínodo y el Patriarca (1988). Justo al lado se encuentra la gran iglesia parroquial de la Renovación del Templo de Jerusalén, construida en 1832-1837 con diseños neoclásicos de Fiódor Shestákov .
El edificio más antiguo es el katholikón dedicado a los Santos Padres de los primeros siete concilios ecuménicos (una dedicación que no se encuentra en ningún otro lugar del mundo cristiano). El templo inferior fue construido durante el reinado del Zar Alejo I como iglesia dedicada a la fiesta de la Intercesión. Dos iglesias superiores barrocas se completaron en 1730 y 1752, respectivamente. El katholikón es el único edificio de Moscú que presenta dos iglesias distintas encima de otra iglesia en la planta baja.

## Campanas

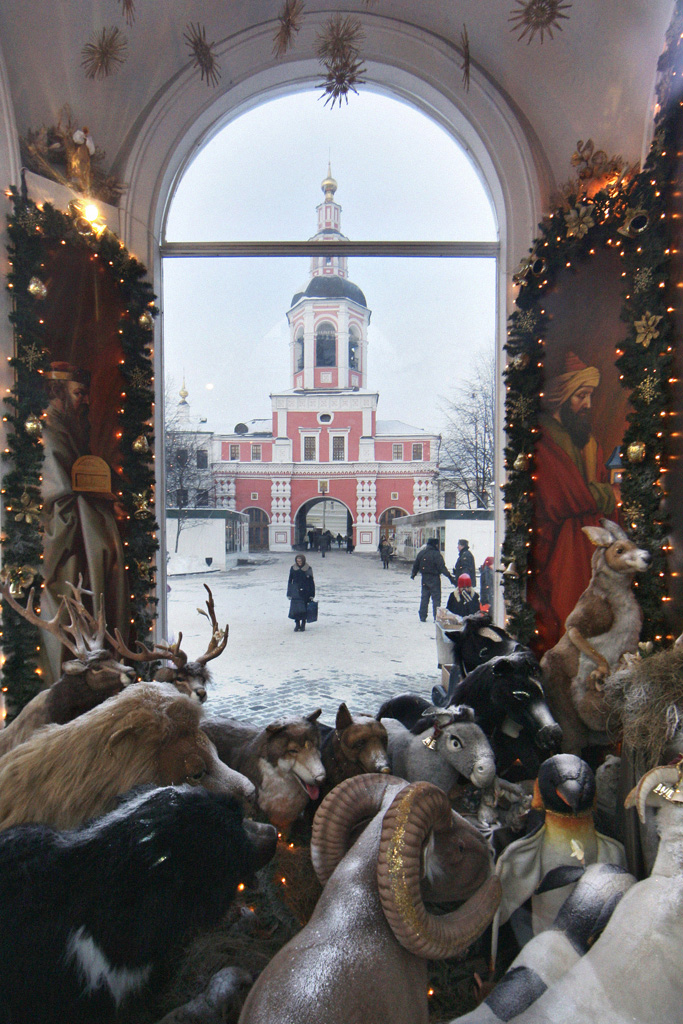
El campanario (visto desde un nacimiento)

Cuando el monasterio cerró en 1929 y 1930, sus campanas se salvaron de ser fundidas por los comunistas gracias a la compra por parte del industrial estadounidense, Charles R. Crane . La campana más grande, Bolshói (o La Grande, llamada La Campana de la Madre Tierra en Harvard), pesa 13 toneladas y tiene un badajo de 700 libras. La más pequeña pesa sólo 22 libras. Crane donó las campanas a la Universidad de Harvard y se instalaron en la torre principal de Lowell House de la Universidad y en la Biblioteca Baker de la Escuela de Negocios de Harvard. 
A partir de la década de 1980, con la apertura de Gorbachov, hubo interesados en devolver las campanas, y después de numerosas reuniones a lo largo de los años, las campanas fueron devueltas a la Iglesia Ortodoxa Rusa en el otoño de 2008. El industrial ruso Víktor Vekselberg, famoso por comprar varios huevos de Fabergé para su repatriación, acordó pagar el transporte de las 18 campanas y el costo de sus reemplazos para colgarlas en Harvard. La primera de las campanas, conocida como Campana Diaria con un peso de 2.2 toneladas, llegó al Monasterio de Danílov el 12 de septiembre de 2007; las diecisiete restantes fueron devueltas el 12 de septiembre de 2008.